# 恩壽
恩寿（1849年 - 1911年），字藝棠，索卓羅氏，满洲鑲白旗人，进士出身，晚清政治人物。

## 生平
父麟魁，道光六年（1826年）二甲一名進士，官至兵部尚書，協辦大學士。同治元年（1862年），麟魁奉命赴蘭州辦事，因病遽卒，朝廷賜其子恩壽舉人。同治十三年（1874年），恩壽中三甲進士，选任四川嘉定府知府（今乐山市）。光绪十九年（1893），在任成都府知府。光绪二十三年(1897)，任陕西陕安道。光緒二十四年（1898），擔任江西按察使。光緒二十五年（1899），擔任江寧布政使（其藩署园即瞻园）。光緒二十七年至三十年（1901-1904），擔任江蘇巡撫（继任端方，1904；陸元鼎，1904-1906），兼兵部侍郎与督察院右副都御史，授头品顶戴；光緖二十九年（1903）出任癸卯恩科江南乡试主考官；三十年（1904）属末任漕運總督（光緒二十七年，曾任该职一个月，漕督府内有清晏园；前任陸元鼎，1903-1904），随后（1905）调江淮巡抚。光緒三十二年（1906），擔任山西巡抚。光緒三十三年（1907），任陕西巡抚，兼署西安將軍。宣統三年（1911年）七月因病解職。
任职江苏期间（1899-1906），与俞樾、正蓝旗汉军胡俊章、镶白旗满洲景星 (清朝)、汪鸣銮、漕运总督陆元鼎等在苏州时有诗歌唱和。1901年-1904年（光緒二十七年-三十年）任职江苏巡抚时期，恩壽寄居苏州拙政园，为其族兄福州将军景星十年前任苏松粮道时在该园种植的山茶花补栽数株（据恩寿诗作）。1901年，恩寿作《沧浪亭增建二程子祠记》（载《滄浪亭新志》卷2，1929），并立石刻二方，存于沧浪亭园中的看山楼。光绪二十九年（1903）为康熙年间梁延年（根据康熙的“上谕十六条”）辑录的《聖諭像解》二十卷重版本校对并序（江苏巡抚署重校本，1903）。其诗作录入胡俊章辑《春明诗课汇选》。
1906年，任职山西巡抚时，选派山西大学堂的预科毕业生20多人赴美国专习（据《山西历代纪事本末》，1999）。
到任陕西巡抚后，于1907年5月，上奏清廷建立陕西图书馆，宣统元年八月（1909年8月），陕西图书馆成立（民国四年（1915年）迁至当时西安政治、文化、经济中心地带的南院门街之南院的恩寿创建的“劝工陈列所”，俗称慈禧亮宝楼，即原陕西巡抚部院东花园旧址，民国后为省议会所在地）。光绪三十四年（1908年），正式成立陕西新军督练公所。后因财力有限，遂确定以尽快建立一个混成协（相当于旅，下辖两标即两个团）（据《西安市军事志》）；同年，按照清政府颁布的《钦定咨议局章程》、《咨议局议员选举章程》，在西安设立了咨议局筹办处。次年六月，先由各县选举代表；八月十九日各县代表到西安开会，酝酿选举事宜。十月十四日，正式选出咨议局议员36名（据《西北通史》，2005）。宣统二年（1910年），陕西巡抚恩寿和西安将军文瑞，为改变旗人“安坐而食，生计日艰”的处境，设立“驻防工艺传习所”，选取八旗子弟入所学习，以解决旗丁生活出路问题（据《陕西省志》卷54，1990）。时任贵州巡抚庞鸿书奏请设立存古学堂，意在：“设法保守绍先贤之绪，以防蔑古之讥”；陕西巡抚恩寿在《奏遵设存古学校折》中也提出:“然万国皆各有所长，断未可一意师人而失其故有。所谓两途并进，不可偏废者也”（据《四川国学院史》，2020）。1908年，陕西巡抚恩寿奏请清廷增拨银两，修建公路，增打油井；慈禧、光绪批增拨官银27万两，慈禧还把美国人赠送的皇宫照明发电机转赠延长石油厂，以示支持（据《中国科技史杂志》，v.27，2006）。

## 家庭
- 始祖都爾古。“都爾古，鑲白旗人，世居吉林地方，原係本處貝勒，其孫喀爾喀瑪於國初来歸，編佐領使統之……五世孫綽漢泰原係副護軍校”（据《八旗滿洲氏族通譜》卷45）。家族世袭镶白旗满洲第四參領第六、七、八、九世管佐領（载《钦定八旗通志》卷11）。
- 高祖綽哈岱（又綽漢泰，都爾古族弟穆庫之五世孫）。高祖母佟佳氏。
- 曾祖德克精額；曾祖母烏蘇氏。
- 祖父恆靜（又寧静，字遠齋），隶镶白旗满洲伊昌阿佐領下（据《钦定八旗通志》，属镶白旗满洲第四參領第八佐領），乾隆五十二年（1787）丁未繙繹舉人（载《钦定八旗通志》翻译科举人），戶部銀庫郎中、吏部文選司郎中兼公中佐領。祖母瓜爾佳氏。
- 父麟魁，道光六年（1826）二甲一名進士，官至兵部尚書。原配妻他塔喇氏、繼妻鈕祜祿氏、二继妻他塔喇氏、三繼妻巴魯特氏（胞兄正藍旗蒙古、道光六年進士柏葰，堂兄道光壬午进士松福；麟魁与柏葰进士二甲同榜）。
- 母他塔喇氏（二继妻）；其父正蓝旗满洲、嘉慶辛酉科舉人舒謙，母内务府正黃旗漢軍、乾隆三十七年（1772）壬辰科進士文敏公張氏百齡之女，胞叔嘉庆六年（1801）进士秀堃。秀堃之侄孙女他塔喇氏，系正蓝旗汉军、光緒二年丙子（1876）恩科進士胡俊章继妻。麟魁、柏葰与胡俊章之（二继妻邱氏）岳父内务府正黄旗汉军景星道光六年丙戌科进士二甲同榜。且恩壽与胡俊章的表兄正红旗汉军保昌同治十三年（1874）甲戌科三甲进士同榜。
- 胞叔麟桂（字月舫），官至浙江、江蘇布政使；任蘇松太道时期，涉及上海英、法、美租界的初期形成。
- 族伯寶鋆，道光十八年（1838）進士，总管内务府大臣、武英殿大学士。其侄子景星，科举人，任湖北巡抚、福州将军。
- 子璧瑜（1882-？），陆军贵胄学堂学员，候选知州。
- 女儿索綽絡氏（？-1916），末代慶親王载振之嫡福晉（载振之父庆密亲王奕劻）。其子溥鍾（妻張荷卿，内务府镶黄旗满洲、内阁大学士那桐之女）、溥銳（妻張蘭卿，那桐之女）。